# Hirethota, Tirthahalli
Hirethota là một làng thuộc tehsil Tirthahalli, huyện Shimoga, bang Karnataka, Ấn Độ.